# MILF 포르노그래피
MILF 포르노그래피(영어: MILF pornography, "Mother I'd Like/Love to Fuck"의 머리글자)는 포르노그래피 장르 중 하나로, 여배우가 보통 30 ~ 50세 여성인 포르노 장르이다. MILF 스토리와 나이든 여성과 어린 상대와 같은 에이지플레이 위주가 많다. 관련 용어로는 쿠거로, 나이든 여성이 섹슈얼 프레데터 역할이다.

## 같이 보기
- 나이 차이와 성적 관계